# Evolução do Colégio dos Cardeais sob o pontificado de Paulo VI
Este artigo apresenta a evolução dentro do Sacro Colégio ou Colégio dos Cardeais, durante o pontificado do Papa Paulo VI, na abertura do conclave que o elegeu, em 19 de junho de 1963 até 25 de agosto de 1978, data da abertura do conclave que elegeria seu sucessor.

## Evolução
Após a eleição do então cardeal Giovanni Battista Montini, o colégio de cardeais consistia de 81 cardeais todos os eleitores. Paulo VI criou 143 cardeais, todos eleitores (no momento da nomeação) em seis consistórios. Durante o seu pontificado, 45 cardeais chegaram aos oitenta anos de idade, perdendo assim o direito de votar no conclave e 94 morreram (64 eleitores).
| Data                                           | Evento                                                  | eleitores | No eleitores | total |
| ---------------------------------------------- | ------------------------------------------------------- | --------- | ------------ | ----- |
| 21 de junho de 1963                            | Eleição do cardeal Giovanni Battista Montini (Paulo VI) | 81        |              | 81    |
| de 22 de julho de 1963 a 8 de dezembro de 1970 | Cardeais criados                                        | +87       |              | +87   |
| de 22 de julho de 1963 a 8 de dezembro de 1970 | Cardeais falecidos                                      | -42       |              | -42   |
| 1º de janeiro de 1971                          | Entrada em vigor do Ingravescentem Aetatem              | -25       | +25          | 0     |
| de 20 de janeiro de 1971 a 18 de março de 1978 | Cardeais criados                                        | +56       | 0            | +56   |
| de 20 de janeiro de 1971 a 18 de março de 1978 | Cardeais que se tornaram octogenários                   | -20       | +20          | 0     |
| de 20 de janeiro de 1971 a 18 de março de 1978 | Cardeais falecidos                                      | -22       | -30          | -52   |
| 6 de agosto de 1978                            | Morte do Papa Paulo VI                                  | 115       | 15           | 130   |
| 16 de agosto de 1978                           | Morte do cardeal Paul Yü Pin                            | 114       | 15           | 129   |
| 26 de agosto de 1978                           | Eleição do cardeal Albino Luciani ( João Paulo I)       | 113       | 15           | 128   |

## Composição por país de origem
| País                           | 1963 | 1978     | 1978          | 1978  |
| ------------------------------ | ---- | -------- | ------------- | ----- |
|                                |      | Votantes | Não eleitores | Total |
| Argélia                        |      | 2        |               | 2     |
| Burquina Fasso                 |      | 1        |               | 1     |
| Benim                          |      | 1        |               | 1     |
| Egito                          |      | 1        |               | 1     |
| Quênia                         |      | 1        |               | 1     |
| Madagáscar                     |      | 1        |               | 1     |
| Nigéria                        |      | 1        |               | 1     |
| Senegal                        |      | 1        |               | 1     |
| África do Sul                  |      | 1        |               | 1     |
| Tanzânia                       | 1    | 1        |               | 1     |
| Uganda                         |      | 1        |               | 1     |
| República Democrática do Congo |      | 1        |               | 1     |
| Totale Africa                  | 1    | 13       | 0             | 13    |
| Argentina                      | 2    | 3        | 1             | 4     |
| Bolívia                        |      | 1        |               | 1     |
| Brasil                         | 3    | 6        | 1             | 7     |
| Canadá                         | 2    | 3        |               | 3     |
| Chile                          | 1    | 1        |               | 1     |
| Colômbia                       | 1    | 1        |               | 1     |
| Equador                        | 1    | 1        |               | 1     |
| Guatemala                      |      | 1        |               | 1     |
| México                         | 1    | 1        | 1             | 2     |
| Peru                           | 1    | 1        |               | 1     |
| Porto Rico                     |      | 1        |               | 1     |
| República Dominicana           |      | 1        |               | 1     |
| Estados Unidos                 | 5    | 9        | 3             | 12    |
| Uruguai                        | 1    |          | 1             | 1     |
| Venezuela                      | 1    | 1        |               | 1     |
| Totale America                 | 19   | 31       | 7             | 38    |
| Armênia                        | 1    |          |               |       |
| China                          | 1    |          |               |       |
| Coreia do Sul                  |      | 1        |               | 1     |
| Filipinas                      | 1    | 2        |               | 2     |
| Japão                          | 1    |          |               |       |
| Índia                          | 1    | 3        |               | 3     |
| Indonésia                      |      | 1        |               | 1     |
| Iraque                         | 1    | 0        |               |       |
| Paquistão                      |      | 1        |               | 1     |
| Sri Lanka                      |      | 1        |               | 1     |
| Totale Asia                    | 6    | 9        | 0             | 9     |
| Áustria                        | 1    | 2        |               | 2     |
| Bélgica                        | 1    | 2        |               | 2     |
| Tchecoslováquia                |      | 1        |               | 1     |
| França                         | 7    | 7        |               | 7     |
| Alemanha                       | 3    | 5        | 1             | 6     |
| Irlanda                        | 1    |          |               |       |
| Itália                         | 29   | 26       | 6             | 32    |
| Iugoslávia                     |      | 1        |               | 1     |
| Países Baixos                  | 1    | 2        |               | 2     |
| Polónia                        | 1    | 3        |               | 3     |
| Portugal                       | 2    | 1        |               | 1     |
| Reino Unido                    | 1    | 2        |               | 2     |
| Espanha                        | 6    | 4        |               | 4     |
| Hungria                        | 1    | 1        |               | 1     |
| União Soviética                | 1    |          | 1             | 1     |
| Totale Europa                  | 55   | 57       | 8             | 65    |
| Austrália                      | 1    | 2        |               | 2     |
| Nova Zelândia                  |      | 1        |               | 1     |
| Samoa                          |      | 1        |               | 1     |
| Totale Oceania                 | 1    | 4        | 0             | 4     |
| Totale                         | 82   | 114      | 15            | 129   |

## Composição por consistório
| Concistoro             | 1963 | 1978    | 1978        | 1978  |
| ---------------------- | ---- | ------- | ----------- | ----- |
|                        |      | Eleitor | Não eleitor | Total |
| Dezembro de 1929       | 1    |         |             |       |
| Junho de 1930          | 1    |         |             |       |
| Março de 1933          | 1    |         |             |       |
| Dezembro 1935          | 2    |         |             |       |
| Junho de 1936          | 1    |         |             |       |
| Dezembro 1937          | 2    |         |             |       |
| Criados por Pio XI     | 8    |         |             |       |
| Fevereiro de 1946      | 15   |         | 3           | 3     |
| Janeiro 1953           | 14   | 4       | 2           | 6     |
| Criados por Pio XII    | 29   | 4       | 5           | 9     |
| Dezembro 1958          | 19   | 2       | 3           | 5     |
| Dezembro de 1959       | 7    |         | 1           | 1     |
| Março de 1960          | 6    | 2       |             | 2     |
| Janeiro de 1961        | 4    | 1       |             | 1     |
| Março de 1962          | 9    | 3       |             | 3     |
| Criados por João XXIII | 45   | 8       | 4           | 12    |
| Fevereiro de 1965      |      | 11      | 2           | 13    |
| Junho 1967             |      | 15      | 2           | 17    |
| Abril 1969             |      | 26      | 1           | 27    |
| Março 1973             |      | 25      | 1           | 26    |
| Maio 1976              |      | 21      |             | 21    |
| Junho 1977             |      | 4       |             | 4     |
| Criados por Paulo VI   |      | 102     | 6           | 108   |
| total                  | 82   | 114     | 15          | 129   |

## Evolução durante o pontificado
| Data       | Evento                                                                | País                           | Eleitores | Não eleitores | Total |
| ---------- | --------------------------------------------------------------------- | ------------------------------ | --------- | ------------- | ----- |
| 19/06/1963 | Cardeais na época do Conclave de 1963                                 | Vaticano                       | 82        |               | 82    |
| 21/06/1963 | Eleição papal do cardeal Giovanni Battista Montini como Papa Paulo VI | Vaticano                       | 81        | 81            |       |
| 22/07/1963 | morte do cardeal Valerio Valeri (79 anos)                             | Itália                         | 80        | 80            |       |
| 11/01/1964 | morte do cardeal André-Damien-Ferdinand Jullien, P.S.S. (81 anos)     | França                         | 79        | 79            |       |
| 21/01/1964 | morte do cardeal Carlo Chiarlo (82 anos)                              | Itália                         | 78        | 78            |       |
| 04/09/1964 | morte do cardeal Clément Émile Roques (83 anos)                       | França                         | 77        | 77            |       |
| 17/01/1965 | morte do cardeal Pierre-Marie Gerlier (85 anos)                       | França                         | 76        | 76            |       |
| 22/02/1965 | Consistório: criação de 27 cardeais:                                  | Vaticano                       | 103       | 103           |       |
| 22/02/1965 | Máximos IV Sayegh                                                     | Síria                          | 103       | 103           |       |
| 22/02/1965 | Pierre-Paul Méouchi                                                   | Líbano                         | 103       | 103           |       |
| 22/02/1965 | Stephanos I Sidarouss                                                 | Egito                          | 103       | 103           |       |
| 22/02/1965 | Josyp Slipyj                                                          | Ucrânia                        | 103       | 103           |       |
| 22/02/1965 | Lorenz Jäger                                                          | Alemanha                       | 103       | 103           |       |
| 22/02/1965 | Thomas Benjamin Cooray                                                | Sri Lanka                      | 103       | 103           |       |
| 22/02/1965 | Josef Beran                                                           | República Checa                | 103       | 103           |       |
| 22/02/1965 | Maurice Roy                                                           | Canadá                         | 103       | 103           |       |
| 22/02/1965 | Joseph-Marie-Eugène Martin                                            | França                         | 103       | 103           |       |
| 22/02/1965 | Owen McCann                                                           | África do Sul                  | 103       | 103           |       |
| 22/02/1965 | Léon-Etienne Duval                                                    | Argélia                        | 103       | 103           |       |
| 22/02/1965 | Ermenegildo Florit                                                    | Itália                         | 103       | 103           |       |
| 22/02/1965 | Franjo Šeper                                                          | Jugoslávia                     | 103       | 103           |       |
| 22/02/1965 | John Carmel Heenan                                                    | Reino Unido                    | 103       | 103           |       |
| 22/02/1965 | Jean-Marie Villot                                                     | França                         | 103       | 103           |       |
| 22/02/1965 | Paul Zoungrana                                                        | Burquina Fasso                 | 103       | 103           |       |
| 22/02/1965 | Lawrence Joseph Shehan                                                | Estados Unidos                 | 103       | 103           |       |
| 22/02/1965 | Enrico Dante                                                          | Itália                         | 103       | 103           |       |
| 22/02/1965 | Cesare Zerba                                                          | Itália                         | 103       | 103           |       |
| 22/02/1965 | Agnelo Rossi                                                          | Brasil                         | 103       | 103           |       |
| 22/02/1965 | Giovanni Colombo                                                      | Itália                         | 103       | 103           |       |
| 22/02/1965 | William John Conway                                                   | República da Irlanda           | 103       | 103           |       |
| 22/02/1965 | Ángel Herrera Oria                                                    | Espanha                        | 103       | 103           |       |
| 22/02/1965 | Federico Callori di Vignale                                           | Itália                         | 103       | 103           |       |
| 22/02/1965 | Joseph-Léon Cardijn                                                   | Bélgica                        | 103       | 103           |       |
| 22/02/1965 | Charles Journet                                                       | Suíça                          | 103       | 103           |       |
| 22/02/1965 | Giulio Bevilacqua, C.O.                                               | Itália                         | 103       | 103           |       |
| 11/03/1965 | morte do cardeal Clemente Micara (85 anos)                            | Itália                         | 102       | 102           |       |
| 30/03/1965 | morte do cardeal Maurilio Fossati (88 anos)                           | Itália                         | 101       | 101           |       |
| 09/04/1965 | morte do cardeal Albert Gregory Meyer (62 anos)                       | Estados Unidos                 | 100       | 100           |       |
| 08/05/1965 | morte do cardeal Giulio Bevilacqua, C.O. (83 anos)                    | Itália                         | 99        | 99            |       |
| 03/03/1966 | morte do cardeal Alfonso Castaldo (75 anos)                           | Itália                         | 98        | 98            |       |
| 19/06/1966 | morte do cardeal Joaquín Anselmo María Albareda, O.S.B. (74 anos)     | Espanha                        | 97        | 97            |       |
| 30/12/1966 | morte do cardeal Pietro Ciriaci (81 anos)                             | Itália                         | 96        | 96            |       |
| 09/02/1967 | morte do cardeal Santiago Copello (87 anos)                           | Argentina                      | 95        | 95            |       |
| 24/03/1967 | morte do cardeal Francesco Bracci (87 anos)                           | Itália                         | 94        | 94            |       |
| 24/04/1967 | morte do cardeal Enrico Dante (82 anos)                               | Itália                         | 93        | 93            |       |
| 10/06/1967 | morte do cardeal Joseph Elmer Ritter (84 anos)                        | Estados Unidos                 | 92        | 92            |       |
| 11/06/1967 | morte do cardeal Ernesto Ruffini (79 anos)                            | Itália                         | 91        | 91            |       |
| 26/06/1967 | Consistório: criação de 27 cardeais                                   | Vaticano                       | 118       | 118           |       |
| 26/06/1967 | Nicolás Fasolino                                                      | Argentina                      | 118       | 118           |       |
| 26/06/1967 | Antonio Riberi                                                        | Itália                         | 118       | 118           |       |
| 26/06/1967 | Giuseppe Beltrami                                                     | Itália                         | 118       | 118           |       |
| 26/06/1967 | Alfredo Pacini                                                        | Itália                         | 118       | 118           |       |
| 26/06/1967 | Gabriel-Marie Garrone                                                 | França                         | 118       | 118           |       |
| 26/06/1967 | Patrick Aloysius O'Boyle                                              | Estados Unidos                 | 118       | 118           |       |
| 26/06/1967 | Egidio Vagnozzi                                                       | Itália                         | 118       | 118           |       |
| 26/06/1967 | Maximilien de Fürstenberg                                             | Bélgica                        | 118       | 118           |       |
| 26/06/1967 | Antonio Samorè                                                        | Itália                         | 118       | 118           |       |
| 26/06/1967 | Francesco Carpino                                                     | Itália                         | 118       | 118           |       |
| 26/06/1967 | José Clemente Maurer, C.Ss.R.                                         | Alemanha                       | 118       | 118           |       |
| 26/06/1967 | Pietro Parente                                                        | Itália                         | 118       | 118           |       |
| 26/06/1967 | Carlo Grano                                                           | Itália                         | 118       | 118           |       |
| 26/06/1967 | Angelo Dell'Acqua, O.SS.C.A.                                          | Itália                         | 118       | 118           |       |
| 26/06/1967 | Dino Staffa                                                           | Itália                         | 118       | 118           |       |
| 26/06/1967 | Pericle Felici                                                        | Itália                         | 118       | 118           |       |
| 26/06/1967 | John Joseph Krol                                                      | Estados Unidos                 | 118       | 118           |       |
| 26/06/1967 | Pierre Veuillot                                                       | França                         | 118       | 118           |       |
| 26/06/1967 | John Patrick Cody                                                     | Estados Unidos                 | 118       | 118           |       |
| 26/06/1967 | Corrado Ursi                                                          | Itália                         | 118       | 118           |       |
| 26/06/1967 | Alfred Bengsch                                                        | Alemanha                       | 118       | 118           |       |
| 26/06/1967 | Justinus Darmojuwono                                                  | Indonésia                      | 118       | 118           |       |
| 26/06/1967 | Karol Wojtyła (futuro Papa João Paulo II)                             | Polónia                        | 118       | 118           |       |
| 26/06/1967 | Michele Pellegrino                                                    | Itália                         | 118       | 118           |       |
| 26/06/1967 | Alexandre-Charles-Albert-Joseph Renard                                | França                         | 118       | 118           |       |
| 26/06/1967 | Francis John Brennan                                                  | Estados Unidos                 | 118       | 118           |       |
| 26/06/1967 | Benno Walter Gut, O.S.B.                                              | Suíça                          | 118       | 118           |       |
| 24/07/1967 | morte do cardeal Thomas Tien Ken-sin, S.V.D. (76 anos)                | China                          | 117       | 117           |       |
| 25/07/1967 | morte do cardeal Joseph Cardijn (84 anos)                             | Bélgica                        | 116       | 116           |       |
| 05/11/1967 | morte do cardeal Máximos IV Sayegh (89 anos)                          | Síria                          | 115       | 115           |       |
| 02/12/1967 | morte do cardeal Francis Spellman (78 anos)                           | Estados Unidos                 | 114       | 114           |       |
| 16/12/1967 | morte do cardeal Antonio Riberi (70 anos)                             | Itália                         | 113       | 113           |       |
| 23/12/1967 | morte do cardeal Alfredo Pacini (79 anos)                             | Itália                         | 112       | 112           |       |
| 29/01/1968 | morte do cardeal Ignatius Gabriel I Tappouni (88 anos)                | Líbano                         | 111       | 111           |       |
| 05/02/1968 | morte do cardeal Paul-Marie-André Richaud (80 anos)                   | França                         | 110       | 110           |       |
| 14/02/1968 | morte do cardeal Pierre Veuillot (55 anos)                            | França                         | 109       | 109           |       |
| 02/07/1968 | morte do cardeal Francis John Brennan (74 anos)                       | Estados Unidos                 | 108       | 108           |       |
| 05/07/1968 | morte do cardeal Enrique Pla y Deniel (91 anos)                       | Espanha                        | 107       | 107           |       |
| 12/07/1968 | morte do cardeal Francesco Morano (96 anos)                           | Itália                         | 106       | 106           |       |
| 28/07/1968 | morte do cardeal Ángel Herrera Oria (81 anos)                         | Espanha                        | 105       | 105           |       |
| 31/07/1968 | morte do cardeal Carlos María Javier de la Torre (94 anos)            | Equador                        | 104       | 104           |       |
| 14/08/1968 | morte do cardeal Augusto Álvaro da Silva (92 anos)                    | Brasil                         | 103       | 103           |       |
| 16/11/1968 | morte do cardeal Agostinho Bea, S.J. (87 anos)                        | Alemanha                       | 102       | 102           |       |
| 28/02/1969 | morte do cardeal Gustavo Testa (82 anos)                              | Itália                         | 101       | 101           |       |
| 28/04/1969 | Consistório: criação de 33 cardeais + 2 in pectore                    | Vaticano                       | 134       | 134           |       |
| 28/04/1969 | Paul Yü Pin                                                           | China                          | 134       | 134           |       |
| 28/04/1969 | Alfredo Vicente Scherer                                               | Brasil                         | 134       | 134           |       |
| 28/04/1969 | Julio Rosales y Ras                                                   | Filipinas                      | 134       | 134           |       |
| 28/04/1969 | Gordon Joseph Gray                                                    | Reino Unido                    | 134       | 134           |       |
| 28/04/1969 | Peter Thomas McKeefry                                                 | Nova Zelândia                  | 134       | 134           |       |
| 28/04/1969 | Miguel Darío Miranda y Gómez                                          | México                         | 134       | 134           |       |
| 28/04/1969 | Joseph Parecattil                                                     | Índia                          | 134       | 134           |       |
| 28/04/1969 | John Francis Dearden                                                  | Estados Unidos                 | 134       | 134           |       |
| 28/04/1969 | François Marty                                                        | França                         | 134       | 134           |       |
| 28/04/1969 | Jérôme Louis Rakotomalala                                             | Madagáscar                     | 134       | 134           |       |
| 28/04/1969 | George Bernard Flahiff, C.S.B.                                        | Canadá                         | 134       | 134           |       |
| 28/04/1969 | Paul Joseph Marie Gouyon                                              | França                         | 134       | 134           |       |
| 28/04/1969 | Mario Casariego y Acevedo                                             | Guatemala                      | 134       | 134           |       |
| 28/04/1969 | Vicente Enrique y Tarancón                                            | Espanha                        | 134       | 134           |       |
| 28/04/1969 | Joseph-Albert Malula                                                  | República Democrática do Congo | 134       | 134           |       |
| 28/04/1969 | Pablo Muñoz Vega, S.J.                                                | Equador                        | 134       | 134           |       |
| 28/04/1969 | Antonio Poma                                                          | Itália                         | 134       | 134           |       |
| 28/04/1969 | John Joseph Carberry                                                  | Estados Unidos                 | 134       | 134           |       |
| 28/04/1969 | Terence James Cooke                                                   | Estados Unidos                 | 134       | 134           |       |
| 28/04/1969 | Stephen Kim Sou-hwan                                                  | Coreia do Sul                  | 134       | 134           |       |
| 28/04/1969 | Arturo Tabera Araoz, C.M.F.                                           | Espanha                        | 134       | 134           |       |
| 28/04/1969 | Eugênio de Araújo Sales                                               | Brasil                         | 134       | 134           |       |
| 28/04/1969 | Joseph Höffner                                                        | Alemanha                       | 134       | 134           |       |
| 28/04/1969 | John Joseph Wright                                                    | Estados Unidos                 | 134       | 134           |       |
| 28/04/1969 | Paolo Bertoli                                                         | Itália                         | 134       | 134           |       |
| 28/04/1969 | Sebastiano Baggio                                                     | Itália                         | 134       | 134           |       |
| 28/04/1969 | Silvio Oddi                                                           | Itália                         | 134       | 134           |       |
| 28/04/1969 | Giuseppe Paupini                                                      | Itália                         | 134       | 134           |       |
| 28/04/1969 | Giacomo Violardo                                                      | Itália                         | 134       | 134           |       |
| 28/04/1969 | Johannes Willebrands                                                  | Países Baixos                  | 134       | 134           |       |
| 28/04/1969 | Mario Nasalli Rocca di Corneliano                                     | Itália                         | 134       | 134           |       |
| 28/04/1969 | Sergio Guerri                                                         | Itália                         | 134       | 134           |       |
| 28/04/1969 | Jean Daniélou, S.J.                                                   | França                         | 134       | 134           |       |
| 17/05/1969 | morte do cardeal Josef Beran (80 anos)                                | República Checa                | 133       | 133           |       |
| 17/09/1969 | morte do cardeal Giovanni Urbani (69 anos)                            | Itália                         | 132       | 132           |       |
| 13/10/1969 | morte do cardeal Nicolás Fasolino (82 anos)                           | Argentina                      | 131       | 131           |       |
| 21/02/1970 | morte do cardeal Peter Tatsuo Doi (77 anos)                           | Japão                          | 130       | 130           |       |
| 01/08/1970 | morte do cardeal Giuseppe Pizzardo (93 anos)                          | Itália                         | 129       | 129           |       |
| 30/09/1970 | morte do cardeal Benedetto Aloisi Masella (91 anos)                   | Itália                         | 128       | 128           |       |
| 02/11/1970 | morte do cardeal Richard James Cushing (78 anos)                      | Estados Unidos                 | 127       | 127           |       |
| 08/12/1970 | morte do cardeal Benno Walter Gut, O.S.B. (73 anos)                   | Suíça                          | 126       | 126           |       |
| 01/01/1971 | Entrala vigorosa del movimento aumentar                               | Vaticano                       | 101       | 25            | 126   |
| 01/01/1971 | Paolo Giobbe                                                          | Itália                         | 101       | 25            | 126   |
| 01/01/1971 | José da Costa Nunes                                                   | Portugal                       | 101       | 25            | 126   |
| 01/01/1971 | Maurice Feltin                                                        | França                         | 101       | 25            | 126   |
| 01/01/1971 | Fernando Cento                                                        | Itália                         | 101       | 25            | 126   |
| 01/01/1971 | Amleto Giovanni Cicognani                                             | Itália                         | 101       | 25            | 126   |
| 01/01/1971 | Achille Liénart                                                       | França                         | 101       | 25            | 126   |
| 01/01/1971 | William Theodore Heard                                                | Reino Unido                    | 101       | 25            | 126   |
| 01/01/1971 | Eugène Tisserant                                                      | França                         | 101       | 25            | 126   |
| 01/01/1971 | Alberto di Jorio                                                      | Itália                         | 101       | 25            | 126   |
| 01/01/1971 | Antonio Bacci                                                         | Itália                         | 101       | 25            | 126   |
| 01/01/1971 | Benjamin de Arriba y Castro                                           | Espanha                        | 101       | 25            | 126   |
| 01/01/1971 | James Francis McIntyre                                                | Estados Unidos                 | 101       | 25            | 126   |
| 01/01/1971 | Joseph Frings                                                         | Alemanha                       | 101       | 25            | 126   |
| 01/01/1971 | Michael Browne, O.P.                                                  | República da Irlanda           | 101       | 25            | 126   |
| 01/01/1971 | Carlo Grano                                                           | Itália                         | 101       | 25            | 126   |
| 01/01/1971 | Arcadio María Larraona Saralegui, C.M.F.                              | Espanha                        | 101       | 25            | 126   |
| 01/01/1971 | Manuel Gonçalves Cerejeira                                            | Portugal                       | 101       | 25            | 126   |
| 01/01/1971 | Efrem Forni                                                           | Itália                         | 101       | 25            | 126   |
| 01/01/1971 | Giuseppe Beltrami                                                     | Itália                         | 101       | 25            | 126   |
| 01/01/1971 | Antonio Caggiano                                                      | Argentina                      | 101       | 25            | 126   |
| 01/01/1971 | José Garibi y Rivera                                                  | México                         | 101       | 25            | 126   |
| 01/01/1971 | Francesco Roberti                                                     | Itália                         | 101       | 25            | 126   |
| 01/01/1971 | Carlos Carmelo de Vasconcelos Motta                                   | Brasil                         | 101       | 25            | 126   |
| 01/01/1971 | Alfredo Ottaviani                                                     | Itália                         | 101       | 25            | 126   |
| 01/01/1971 | Federico Callori di Vignale                                           | Itália                         | 101       | 25            | 126   |
| 20/01/1971 | morte do cardeal Antonio Bacci (85 anos)                              | Itália                         | 101       | 24            | 125   |
| 26/01/1971 | 80 º aniversário do Cardeal Charles Journet                           | Suíça                          | 100       | 25            | 125   |
| 16/02/1971 | 80 º aniversário do Cardeal Pietro Parente                            | Itália                         | 99        | 26            | 125   |
| 18/02/1971 | morte do cardeal Jaime de Barros Câmara (76 anos)                     | Brasil                         | 98        | 26            | 124   |
| 31/03/1971 | morte do cardeal Michael Browne, O.P. (83 anos)                       | República da Irlanda           | 98        | 25            | 123   |
| 16/05/1971 | morte do cardeal Grégoire-Pierre XV Agagianian (75 anos)              | Líbano                         | 97        | 25            | 122   |
| 09/08/1971 | 80 º aniversário do Cardeal Joseph-Marie-Eugène Martin                | França                         | 96        | 26            | 122   |
| 10/08/1971 | morte do cardeal Federico Callori di Vignale (80 anos)                | Itália                         | 96        | 25            | 121   |
| 28/08/1971 | 80 º aniversário do Cardeal Giacomo Lercaro                           | Itália                         | 95        | 26            | 121   |
| 07/11/1971 | 80 º aniversário do Cardeal Luis Concha Córdoba                       | Colômbia                       | 94        | 27            | 121   |
| 07/12/1971 | morte do cardeal Fernando Quiroga y Palacios (71 anos)                | Espanha                        | 93        | 26            | 120   |
| 17/02/1972 | 80 º aniversário do Cardeal Josyp Slipyj                              | Ucrânia                        | 92        | 28            | 120   |
| 21/02/1972 | morte do cardeal Eugène Tisserant (87 anos)                           | França                         | 92        | 27            | 119   |
| 29/03/1972 | 80 º aniversário do Cardeal József Mindszenty                         | Hungria                        | 91        | 28            | 119   |
| 15/04/1972 | 80 º aniversário do Cardeal Joseph-Charles Lefèbvre                   | França                         | 89        | 30            | 119   |
| 15/04/1972 | 80 º aniversário do Cardeal Cesare Zerba                              | Itália                         | 89        | 30            | 119   |
| 27/05/1972 | morte do cardeal José Garibi y Rivera (83 anos)                       | México                         | 89        | 29            | 118   |
| 14/08/1972 | morte do cardeal Paolo Giobbe (92 anos)                               | Itália                         | 89        | 28            | 117   |
| 27/08/1972 | morte do cardeal Angelo Dell'Acqua, O.Ss.C.A. (68 anos)               | Itália                         | 88        | 28            | 116   |
| 23/09/1972 | 80 º aniversário do Cardeal Lorenz Jäger                              | Alemanha                       | 87        | 29            | 116   |
| 12/10/1972 | 80 º aniversário do Cardeal Antonio María Barbieri, O.F.M.Cap.        | Uruguai                        | 86        | 30            | 116   |
| 13/01/1973 | morte do cardeal Fernando Cento (89 anos)                             | Itália                         | 86        | 29            | 115   |
| 15/02/1973 | morte do cardeal Achille Liénart (89 anos)                            | França                         | 86        | 28            | 114   |
| 05/03/1973 | Consistório: criação de 30 cardeais + Revelação 2 in pectore          | Vaticano                       | 117       | 28            | 145   |
| 05/03/1973 | Štěpán Trochta, S.D.B.                                                | República Checa                | 117       | 28            | 145   |
| 05/03/1973 | Iuliu Hossu                                                           | Romênia                        | 117       | 28            | 145   |
| 05/03/1973 | Albino Luciani (futuro Papa João Paulo I)                             | Itália                         | 117       | 28            | 145   |
| 05/03/1973 | António Ribeiro                                                       | Portugal                       | 117       | 28            | 145   |
| 05/03/1973 | Sergio Pignedoli                                                      | Itália                         | 117       | 28            | 145   |
| 05/03/1973 | James Robert Knox                                                     | Austrália                      | 117       | 28            | 145   |
| 05/03/1973 | Luigi Raimondi                                                        | Itália                         | 117       | 28            | 145   |
| 05/03/1973 | Umberto Mozzoni                                                       | Argentina                      | 117       | 28            | 145   |
| 05/03/1973 | Avelar Brandão Vilela                                                 | Brasil                         | 117       | 28            | 145   |
| 05/03/1973 | Joseph Marie Anthony Cordeiro                                         | Paquistão                      | 117       | 28            | 145   |
| 05/03/1973 | Aníbal Muñoz Duque                                                    | Colômbia                       | 117       | 28            | 145   |
| 05/03/1973 | Bolesław Kominek                                                      | Polónia                        | 117       | 28            | 145   |
| 05/03/1973 | Paul-Pierre Philippe, O.P.                                            | França                         | 117       | 28            | 145   |
| 05/03/1973 | Pietro Palazzini                                                      | Itália                         | 117       | 28            | 145   |
| 05/03/1973 | Luis Aponte Martínez                                                  | Porto Rico                     | 117       | 28            | 145   |
| 05/03/1973 | Raúl Francisco Primatesta                                             | Argentina                      | 117       | 28            | 145   |
| 05/03/1973 | Salvatore Pappalardo                                                  | Itália                         | 117       | 28            | 145   |
| 05/03/1973 | Ferdinando Giuseppe Antonelli, O.F.M.                                 | Itália                         | 117       | 28            | 145   |
| 05/03/1973 | Marcelo González Martín                                               | Espanha                        | 117       | 28            | 145   |
| 05/03/1973 | Louis-Jean-Frédéric Guyot                                             | França                         | 117       | 28            | 145   |
| 05/03/1973 | Ugo Poletti                                                           | Itália                         | 117       | 28            | 145   |
| 05/03/1973 | Timothy Manning                                                       | Estados Unidos                 | 117       | 28            | 145   |
| 05/03/1973 | Paul Yoshigoro Taguchi                                                | Japão                          | 117       | 28            | 145   |
| 05/03/1973 | Maurice Michael Otunga                                                | Quénia                         | 117       | 28            | 145   |
| 05/03/1973 | José Salazar López                                                    | México                         | 117       | 28            | 145   |
| 05/03/1973 | Emile Biayenda                                                        | Congo                          | 117       | 28            | 145   |
| 05/03/1973 | Humberto Sousa Medeiros                                               | Estados Unidos                 | 117       | 28            | 145   |
| 05/03/1973 | Paulo Evaristo Arns, O.F.M.                                           | Brasil                         | 117       | 28            | 145   |
| 05/03/1973 | James Darcy Freeman                                                   | Austrália                      | 117       | 28            | 145   |
| 05/03/1973 | Narciso Jubany Arnau                                                  | Espanha                        | 117       | 28            | 145   |
| 05/03/1973 | Hermann Volk                                                          | Alemanha                       | 117       | 28            | 145   |
| 05/03/1973 | Pio Taofinu'u                                                         | Samoa                          | 117       | 28            | 145   |
| 08/03/1973 | morte do cardeal Benjamin de Arriba y Castro (86 anos)                | Espanha                        | 117       | 27            | 144   |
| 17/03/1973 | morte do cardeal Giuseppe Antonio Ferretto (74 anos)                  | Itália                         | 116       | 27            | 143   |
| 02/04/1973 | morte do cardeal Joseph-Charles Lefèbvre (80 anos)                    | França                         | 116       | 26            | 142   |
| 07/05/1973 | morte do cardeal Arcadio María Larraona Saralegui, C.M.F. (85 anos)   | Espanha                        | 116       | 25            | 141   |
| 11/07/1973 | morte do cardeal Cesare Zerba (81 anos)                               | Itália                         | 116       | 24            | 140   |
| 25/07/1973 | 80 º aniversário do Cardeal Carlo Confalonieri                        | Itália                         | 115       | 25            | 140   |
| 03/09/1973 | morte do cardeal Rufino Jiao Santos (65 anos)                         | Filipinas                      | 114       | 25            | 139   |
| 16/09/1973 | morte do cardeal William Theodore Heard (89 anos)                     | Reino Unido                    | 114       | 24            | 138   |
| 18/11/1973 | morte do cardeal Peter Thomas McKeefry (74 anos)                      | Nova Zelândia                  | 113       | 24            | 137   |
| 13/12/1973 | morte do cardeal Giuseppe Beltrami (84 anos)                          | Itália                         | 113       | 23            | 136   |
| 17/12/1973 | morte do cardeal Amleto Giovanni Cicognani (90 anos)                  | Itália                         | 113       | 22            | 135   |
| 10/03/1974 | morte do cardeal Bolesław Kominek (70 anos)                           | Polónia                        | 112       | 22            | 134   |
| 01/04/1974 | 80 º aniversário do Cardeal Pierre-Paul Méouchi                       | Líbano                         | 111       | 23            | 134   |
| 06/04/1974 | morte do cardeal Štěpán Trochta, S.D.B. (69 anos)                     | República Checa                | 110       | 23            | 133   |
| 08/04/1974 | morte do cardeal James Charles McGuigan (79 anos)                     | Canadá                         | 109       | 23            | 132   |
| 20/05/1974 | morte do cardeal Jean Daniélou, S.J. (69 anos)                        | França                         | 108       | 23            | 131   |
| 01/08/1974 | morte do cardeal Ildebrando Antoniutti (75 anos)                      | Itália                         | 107       | 23            | 130   |
| 11/01/1975 | morte do cardeal Pierre-Paul Méouchi (80 anos)                        | Líbano                         | 107       | 22            | 129   |
| 25/01/1975 | 80 º aniversário do Cardeal Paolo Marella                             | Itália                         | 106       | 23            | 129   |
| 01/04/1975 | morte do cardeal Lorenz Jäger (82 anos)                               | Alemanha                       | 106       | 22            | 128   |
| 03/04/1975 | 80 º aniversário do Cardeal Luigi Traglia                             | Itália                         | 105       | 23            | 128   |
| 15/04/1975 | morte do cardeal Charles Journet (84 anos)                            | Suíça                          | 105       | 22            | 127   |
| 06/05/1975 | morte do cardeal József Mindszenty (83 anos)                          | Hungria                        | 105       | 21            | 126   |
| 13/06/1975 | morte do cardeal Arturo Tabera Araoz, C.M.F. (71 anos)                | Espanha                        | 104       | 21            | 125   |
| 24/06/1975 | morte do cardeal Luigi Raimondi (62 anos)                             | Itália                         | 103       | 21            | 124   |
| 18/09/1975 | morte do cardeal Luis Concha Córdoba (83 anos)                        | Colômbia                       | 103       | 20            | 123   |
| 27/09/1975 | morte do cardeal Maurice Feltin (92 anos)                             | França                         | 102       | 20            | 122   |
| 01/11/1975 | morte do cardeal Jérôme Louis Rakotomalala, O.M.I. (61 anos)          | Madagáscar                     | 102       | 19            | 121   |
| 07/11/1975 | morte do cardeal John Carmel Heenan (70 anos)                         | Reino Unido                    | 101       | 19            | 120   |
| 19/12/1975 | 80 º aniversário do Cardeal Miguel Darío Miranda y Gómez              | México                         | 100       | 20            | 120   |
| 21/01/1976 | morte do cardeal Joseph-Marie-Eugène Martin (84 anos)                 | França                         | 100       | 19            | 119   |
| 22/01/1976 | 80 º aniversário do Cardeal Norman Thomas Gilroy                      | Austrália                      | 99        | 20            | 119   |
| 26/03/1976 | morte do cardeal Efrem Forni (87 anos)                                | Itália                         | 99        | 19            | 118   |
| 02/04/1976 | morte do cardeal Carlo Grano (88 anos)                                | Itália                         | 99        | 18            | 117   |
| 24/05/1976 | Consistório: criação de 20 cardeais + 1 in pectore                    | Vaticano                       | 119       | 18            | 137   |
| 24/05/1976 | Octavio Antonio Beras Rojas                                           | República Dominicana           | 119       | 18            | 137   |
| 24/05/1976 | Opilio Rossi                                                          | Itália                         | 119       | 18            | 137   |
| 24/05/1976 | Giuseppe Maria Sensi                                                  | Itália                         | 119       | 18            | 137   |
| 24/05/1976 | Juan Carlos Aramburu                                                  | Argentina                      | 119       | 18            | 137   |
| 24/05/1976 | Corrado Bafile                                                        | Itália                         | 119       | 18            | 137   |
| 24/05/1976 | Hyacinthe Thiandoum                                                   | Senegal                        | 119       | 18            | 137   |
| 24/05/1976 | Emmanuel Kiwanuka Nsubuga                                             | Uganda                         | 119       | 18            | 137   |
| 24/05/1976 | Joseph Schröffer                                                      | Alemanha                       | 119       | 18            | 137   |
| 24/05/1976 | Lawrence Trevor Picachy, S.J.                                         | Índia                          | 119       | 18            | 137   |
| 24/05/1976 | Jaime Lachica Sin                                                     | Filipinas                      | 119       | 18            | 137   |
| 24/05/1976 | William Wakefield Baum                                                | Estados Unidos                 | 119       | 18            | 137   |
| 24/05/1976 | Aloísio Leo Arlindo Lorscheider, O.F.M.                               | Brasil                         | 119       | 18            | 137   |
| 24/05/1976 | Reginald John Delargey                                                | Nova Zelândia                  | 119       | 18            | 137   |
| 24/05/1976 | Eduardo Francisco Pironio                                             | Argentina                      | 119       | 18            | 137   |
| 24/05/1976 | László Lékai                                                          | Hungria                        | 119       | 18            | 137   |
| 24/05/1976 | George Basil Hume, O.S.B.                                             | Reino Unido                    | 119       | 18            | 137   |
| 24/05/1976 | Victor Razafimahatratra, S.J.                                         | Madagáscar                     | 119       | 18            | 137   |
| 24/05/1976 | Dominic Ignatius Ekandem                                              | Nigéria                        | 119       | 18            | 137   |
| 24/05/1976 | Joseph Marie Trinh-nhu-Khuê                                           | Vietname                       | 119       | 18            | 137   |
| 24/05/1976 | Boleslaw Filipiak                                                     | Polónia                        | 119       | 18            | 137   |
| 14/07/1976 | 80 º aniversário do Cardeal Ferdinando Giuseppe Antonelli, O.F.M.     | Itália                         | 118       | 19            | 137   |
| 18/07/1976 | 80 º aniversário do Cardeal Patrick Aloysius O'Boyle                  | Estados Unidos                 | 117       | 20            | 137   |
| 24/07/1976 | morte do cardeal Julius August Döpfner (62 anos)                      | Alemanha                       | 116       | 20            | 136   |
| 18/10/1976 | morte do cardeal Giacomo Lercaro (84 anos)                            | Itália                         | 116       | 19            | 135   |
| 29/11/1976 | morte do cardeal José da Costa Nunes (96 anos)                        | Portugal                       | 116       | 18            | 134   |
| 23/03/1977 | morte do cardeal Emile Biayenda (50 anos)                             | Congo                          | 115       | 18            | 133   |
| 17/04/1977 | morte do cardeal William John Conway (64 anos)                        | República da Irlanda           | 114       | 18            | 132   |
| 27/06/1977 | Consistório: criação de 4 cardeais + Revelação 1 in pectore           | Vaticano                       | 119       | 18            | 137   |
| 27/06/1977 | František Tomášek                                                     | República Checa                | 119       | 18            | 137   |
| 27/06/1977 | Giovanni Benelli                                                      | Itália                         | 119       | 18            | 137   |
| 27/06/1977 | Bernardin Gantin                                                      | Benim                          | 119       | 18            | 137   |
| 27/06/1977 | Joseph Ratzinger (futuro Papa Bento XVI)                              | Alemanha                       | 119       | 18            | 137   |
| 27/06/1977 | Mario Luigi Ciappi, O.P.                                              | Itália                         | 119       | 18            | 137   |
| 16/07/1977 | morte do cardeal Francesco Roberti (88 anos)                          | Itália                         | 119       | 17            | 136   |
| 02/08/1977 | morte do cardeal Manuel Gonçalves Cerejeira (88 anos)                 | Portugal                       | 119       | 16            | 135   |
| 07/08/1977 | morte do cardeal Dino Staffa (70 anos)                                | Itália                         | 118       | 16            | 134   |
| 21/10/1977 | morte do cardeal Norman Thomas Gilroy (81 anos)                       | Austrália                      | 118       | 15            | 133   |
| 22/11/1977 | morte do cardeal Luigi Traglia (82 anos)                              | Itália                         | 118       | 14            | 132   |
| 23/02/1978 | morte do cardeal Paul Yoshigoro Taguchi (75 anos)                     | Japão                          | 117       | 14            | 131   |
| 17/03/1978 | morte do cardeal Giacomo Violardo (79 anos)                           | Itália                         | 116       | 14            | 130   |
| 18/03/1978 | 80 º aniversário do Cardeal Lawrence Joseph Shehan                    | Estados Unidos                 | 115       | 15            | 130   |
| 06/08/1978 | Morte do Papa Paulo VI (80 anos)                                      | Vaticano                       | 115       | 15            | 130   |
| 16/08/1978 | morte do cardeal Paul Yü Pin (77 anos)                                | China                          | 114       | 15            | 129   |